# Mono-Jetronic

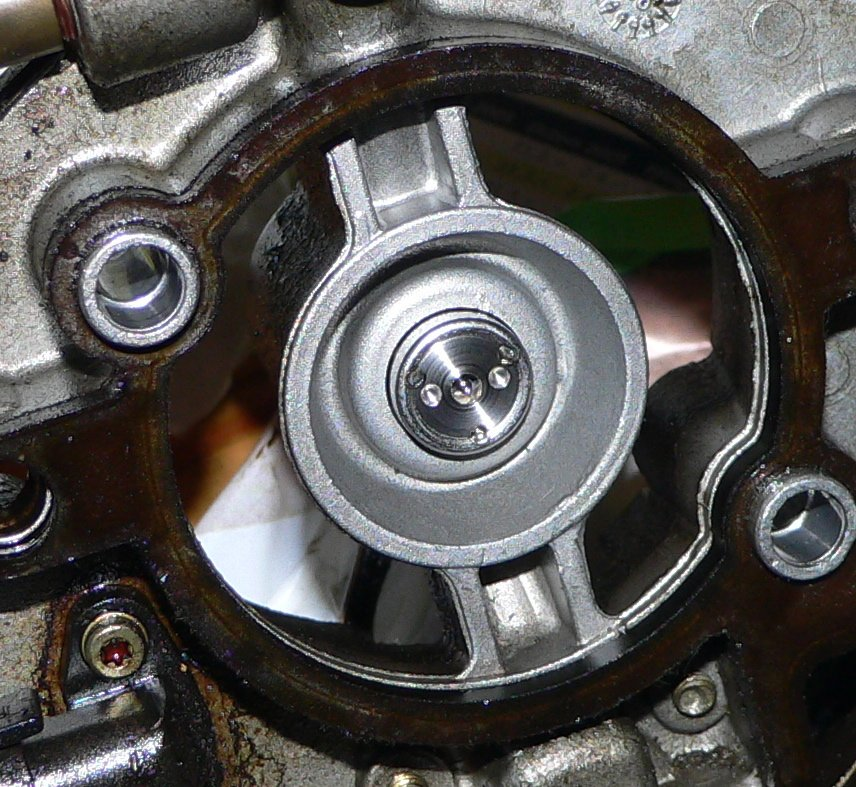
Einspritzeinheit der Mono-Jetronic

Mono-Jetronic ist ein Markenname der Robert Bosch GmbH für eine indirekte, zentrale, intermittierende (aussetzende), elektronisch gesteuerte Zentralpunkteinspritzung (ein Einspritzventil für alle Zylinder). Bei der Mono-Jetronic wird die Kraftstoffgrundmenge und die Grundeinspritzzeit durch die Signale des Drosselklappenwinkels und der Motordrehzahl bestimmt (Grundgemisch). Zur genaueren Bestimmung der Kraftstoffmenge (Korrekturgemisch) werden weitere Signale, wie Lufttemperatur, Kühlmitteltemperatur, Gemischzusammensetzung (Lambdasonde) benötigt. Über den (elektrisch oder durch Motorabwärme beheizbaren) Ansaugkrümmer wird das Kraftstoff-Luft-Gemisch auf die einzelnen Zylinder verteilt. Die Monojetronic verfügt außerdem über eine Schubabschaltung, die über einen Schalter im Drosselklappensteller angesteuert wird, d. h. im Schubbetrieb wird kein Kraftstoff eingespritzt. Die Leerlaufdrehzahl wird über den Drosselklappenstellmotor geregelt, wobei die Kühlwassertemperatur (Kaltstart) maßgeblich die Leerlaufdrehzahl bestimmt. Des Weiteren werden bei Fahrzeugen mit Katalysator die Ventile zur Regenerierung des Aktivkohlefilters angesteuert. Der Systemdruck liegt bei 0,75–1 bar und wird über einen federbelasteten Druckregler geregelt. Die Drehzahlbegrenzung erfolgt durch Abschalten des Einspritzventils. Das Steuergerät der Mono-Jetronic beinhaltet nur die Einspritzsteuerung, die Zündungssteuerung ist von der Einspritzung getrennt, lediglich das Drehzahlsignal wird an die Einspritzanlage übergeben. 
Die Weiterentwicklung der Mono-Jetronic ist die Mono-Motronic.

## Diagnosefunktion
Die Mono-Jetronic ist mit OBD  I ausgestattet, die die Fehler auch abspeichert. Die Ausgabe der Fehlercodes erfolgt durch Blinkcodes sowohl über Diagnosegeräte als auch über ein Blinken der Motorstörungsleuchte. Die Fehlercodes sind 4-stellig und die Pausen zwischen den Impulsen betragen 2,5 s, wobei vor jedem Code ein Startbit mit 2,5 s gesetzt wird. 
Auswahl an Fehlercodes (Audi 80 Motorkennbuchstabe PM): 1-1-1-1 Steuergerät defekt, 2-3-4-2 Lambdasonde defekt, 
2-1-2-2 Drehzahlsignal von TSZ-h fehlt, 4-4-4-4 Keine Fehler, 0-0-0-0 Fehlerausgabe Ende